# Monín
Monín je část města Sedlec-Prčice v okrese Příbram ve Středočeském kraji. Nachází se čtyři kilometry jižně od Sedlce. Je zde evidováno 6 adres. V roce 2011 zde trvale žilo dvanáct obyvatel.
Monín leží v katastrálním území Vrchotice o výměře 7,3 km².

## Název
Název vsi vznikl přidáním přivlastňovací přípony -ín k osobnímu jména Mona, jež snad má původ v německém der Mann.

## Historie
První písemná zmínka o vesnici pochází z roku 1545.
Bratři Ctibor a Mikuláš Vrchotičtí z Loutkova po shoření desk zemských dali v roce 1545 vložit do obnovených desk otcovské dědictví – Vrchotice, Nasilov, Monín, Záhoří, Střítež. V roce 1596 pak bratři Ctibor a Hynek Vrchotičtí z Loutkova a na Vrchoticích prodali tvrz Vrchotice, dvůr a pivovar za 11 500 kop míšeňských císařskému radovi a rytíři Václavu Bechyňovi z Lažan na Dlouhé Lhotě a Pičíně. Součástí prodaného panství byl i dvůr v Božetíně, Nasilov, Monín, Radíkov a díly ve Dvorcích, Střezimíři a Chlistově.
V berní rule z roku 1654 je na Moníně, který tvořil součást vrchotického panství „P. P. Zuzany Černínový“, uveden rolník Burjan Zapálený a chalupníci Vít Král a Tomáš Čurda.

## Obyvatelstvo
| Rok            | 1869 | 1880 | 1890 | 1900 | 1910 | 1921 | 1930 | 1950 | 1961 | 1970 | 1980 | 1991 | 2001 | 2011 | 2021 |
| -------------- | ---- | ---- | ---- | ---- | ---- | ---- | ---- | ---- | ---- | ---- | ---- | ---- | ---- | ---- | ---- |
| Počet obyvatel | 52   | 64   | 47   | 44   | 34   | 39   | 34   | 29   | 21   | 26   | 21   | 16   | 14   | 12   | 18   |
| Počet domů     | 7    | 8    | 6    | 8    | 6    | 6    | 6    | 6    | 6    | 5    | 5    | 5    | 5    | 5    | 7    |

## Obecní správa
Při sčítání lidu v letech 1850–1899 Monín byl osadou obce Jetřichovice v okrese Sedlčany. V letech 1900–1979 byl částí obce Vrchotice, se kterým patřil nejprve do okresu Sedlčany, ale od roku 1960 v okrese Benešov. Od 1. ledna 1980 je částí města Sedlec-Prčice v okrese Benešov. Od 1. ledna 2007 vesnice přešla spolu s městem Sedlec-Prčice z okresu Benešov do okresu Příbram.

## Další fotografie

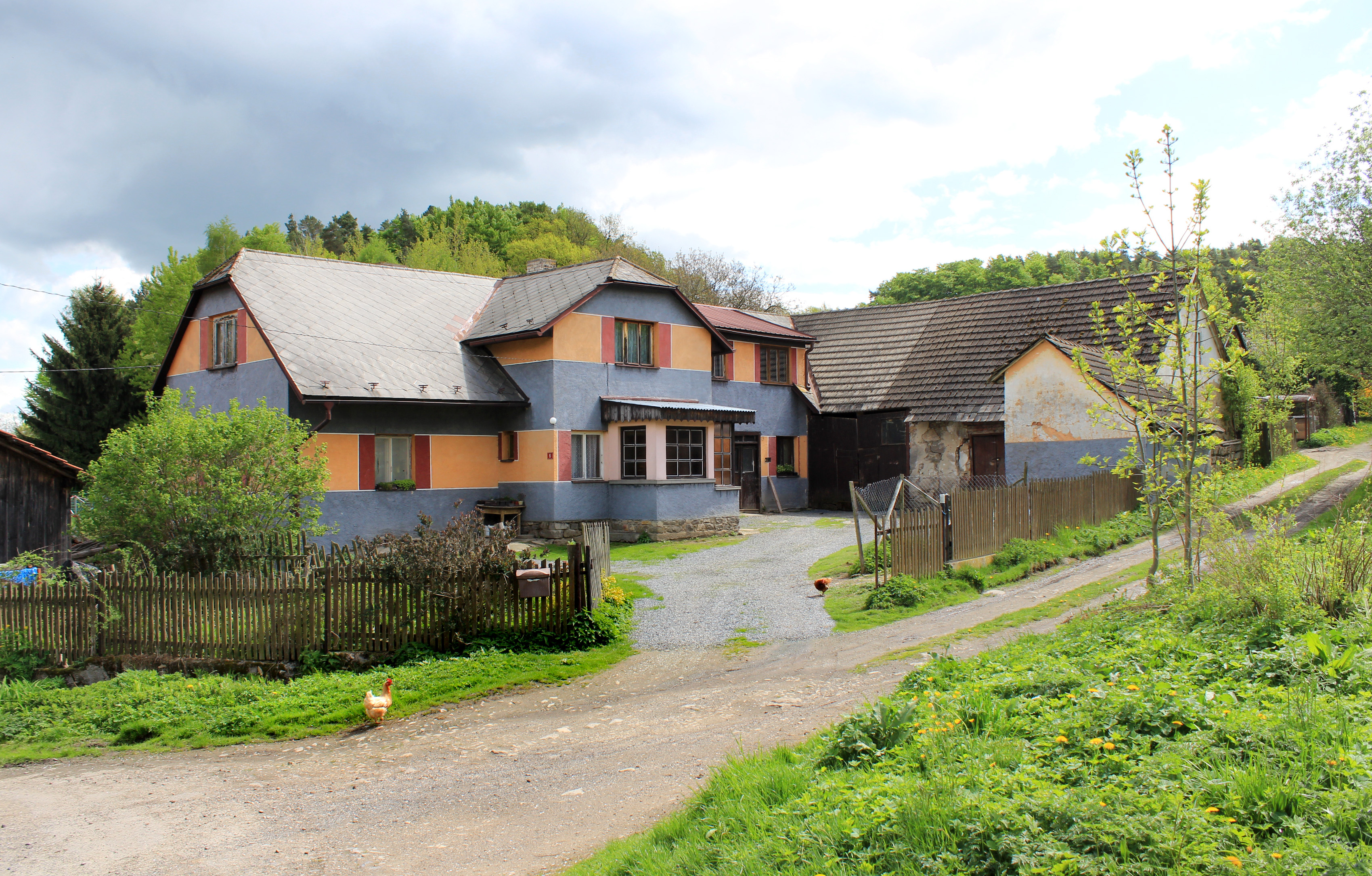
Dům čp. 8
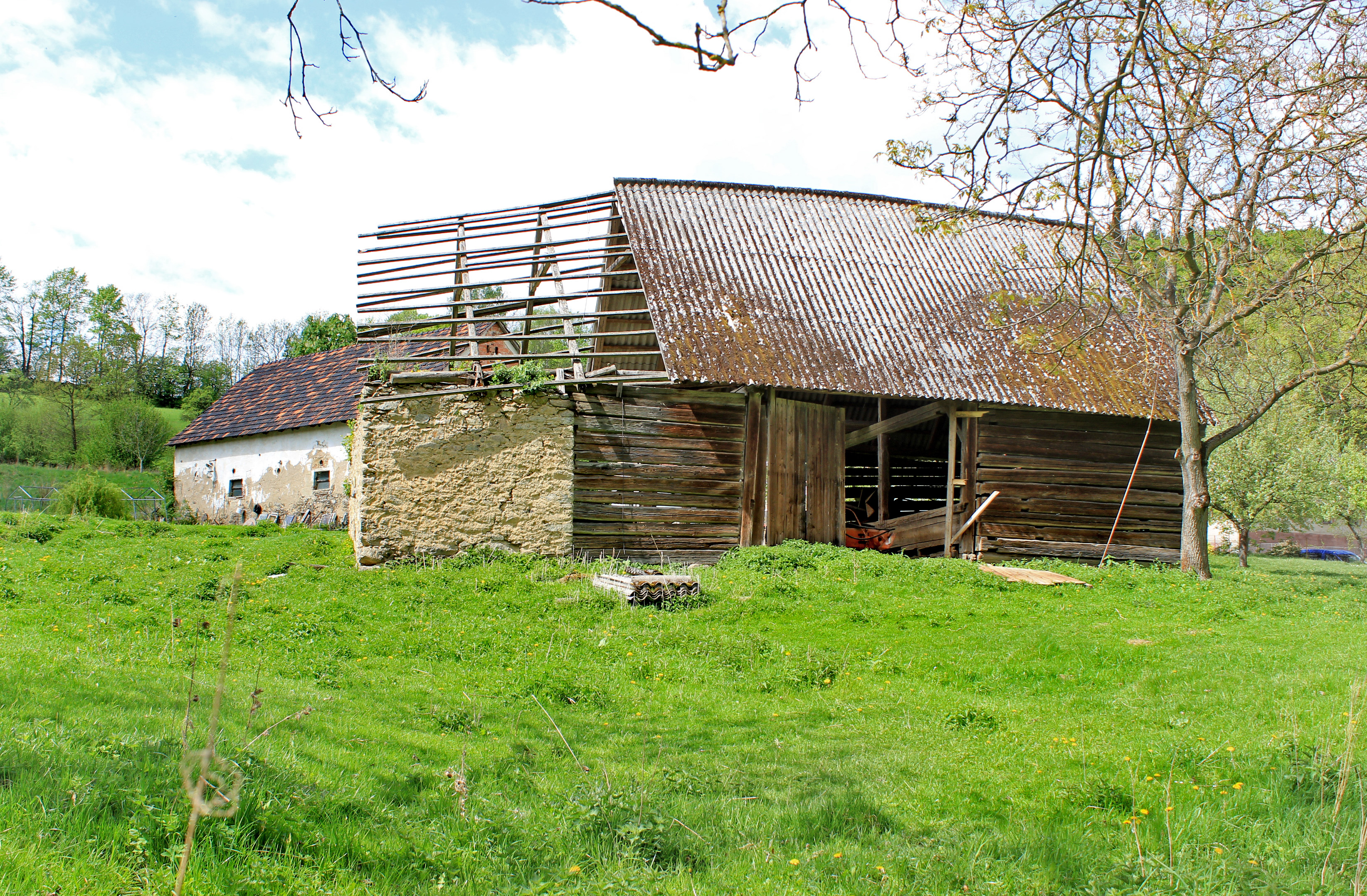
Rozpadající se stodola
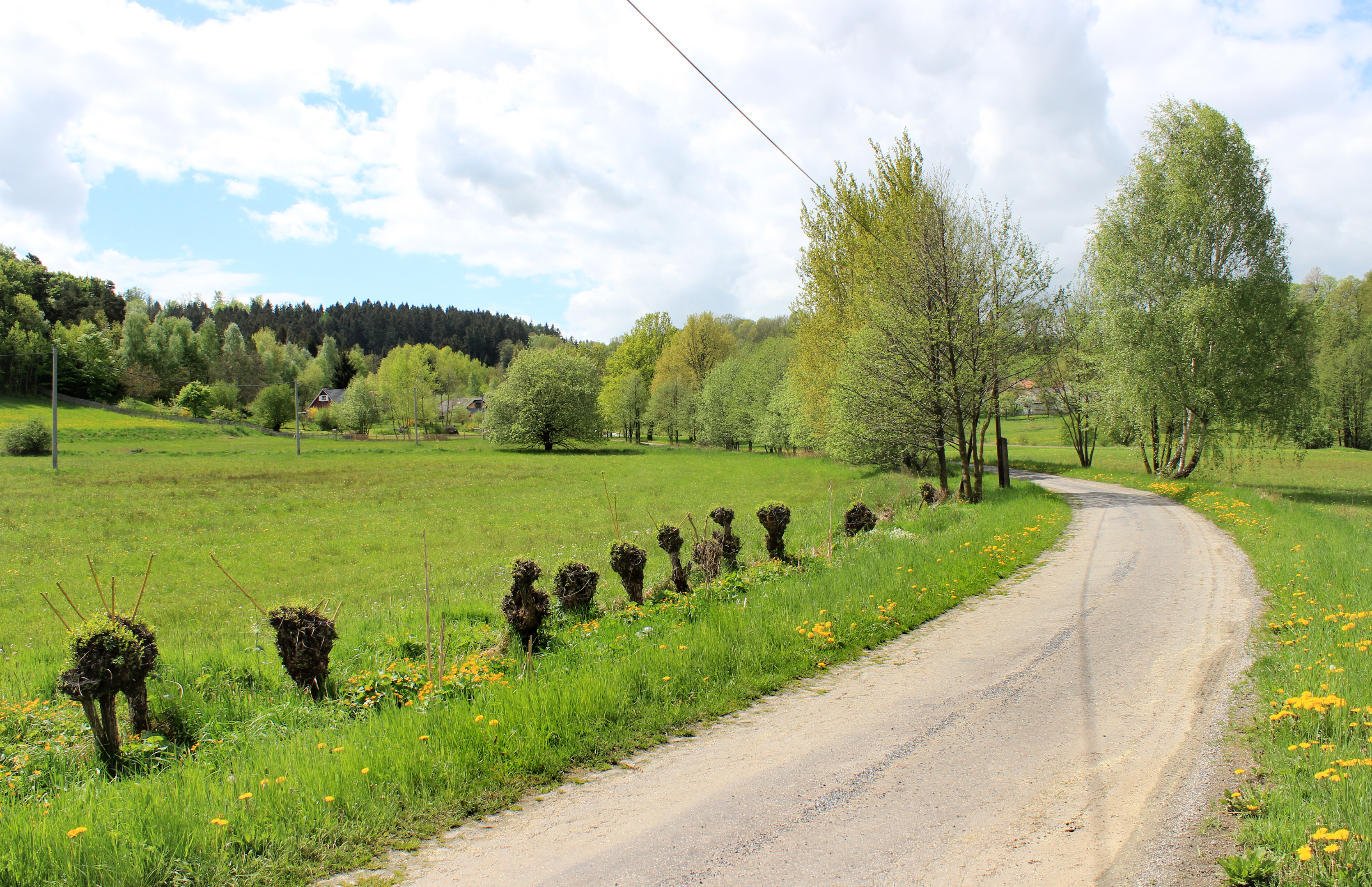
Cesta od Násilova – jediný příjezd k Monínu